# Гульшара Абдихалікова
Гульшара Наушаївна Абдихалікова (нар.. 15 травня 1965, Сирдар'їнський район, Кизилординська область, Казахська РСР, СРСР) — казахська державна діячка, акім Кизилординської області з 28 березня 2020 року). Кандидат економічних наук.

## Біографія
Народилася в 1965 році в Кизилординськоій області
Після закінчення середньої школи навчалася Джамбульский технологічний інститут легкої і харчової промисловості, який закінчила за фахом економіст.
Після закінчення інституту в 1987—1994 роках працювала старшим інспектором, начальником відділу Кизилординського обласного управління соціального захисту населення.
В 1994—1995 роках — консультант Комітету Верховної Ради Республіки Казахстан із соціального захисту населення.
У 1995—2003 роках працювала в Міністерстві праці та соціального захисту населення Республіки Казахстан на посадах начальника відділу, заступника начальника управління, начальника управління пенсійного забезпечення, заступника директора Департаменту соціального забезпечення, директора Департаменту соціального забезпечення та соціальної допомоги, директора Департаменту пенсійного забезпечення та регулювання доходів населення.
З березня 2003 по грудень 2005 року — віце-міністр праці і соціального захисту населення Республіки Казахстан.
З грудня 2005 року по жовтень 2006 року — Голова правління АТ "Компанія зі страхування життя «Державна ануїтетна компанія».
З жовтня 2006 по жовтень 2007 рр. — віце-міністр праці і соціального захисту населення Республіки Казахстан.
З жовтня 2007 по січень 2008 року — відповідальний секретар Міністерства праці та соціального захисту населення.
З січня 2008 по березень 2009 рр. — радник Президента Республіки Казахстан, голова Національної комісії у справах жінок і сімейно-демографічної політики при Президентові.
З березня 2009 по вересень 2012 року — міністр праці та соціального захисту населення Республіки Казахстан.
З вересня 2012 року — Радник президента Республіки Казахстан.
З листопада 2013 року — заступник прем'єр-міністра Республіки Казахстан.
11 листопада 2014 року Указом Глави держави призначено Державним секретарем Республіки Казахстан.
25 лютого — 16 серпня 2019 року — заступник прем'єр-міністра Республіки Казахстан.
З 16 серпня 2019 року — депутат мажилісу парламенту Казахстану.
4 вересня 2019 року Гульшара Абдихалікова була обрана головою комітету палати з соціально-культурного розвитку мажилісу парламенту Казахстану.
28 березня 2020 року призначена якимом Кизилординської області. Гульшара Абдихалікова стала першою жінкою на посаді якимом області в Казахстані.

## Нагороди
- 1998 — Медаль «Астана»
- 2001 — Медаль «Ерен Еңбегі үшін»[4]
- 2001 — Медаль «10 років незалежності Республіки Казахстан»
- 2005 — Медаль «10 років Конституції Республіки Казахстан»
- 2008 — Медаль «10 років Астані»[5]
- 2009 — Орден Парасат.
- 2015 — Медаль «20 років Асамблеї народу Казахстану»
- 2015 — Медаль «20 років Конституції Республіки Казахстан»
- 2016 — Медаль «25 років незалежності Республіки Казахстан»
- 2018 — Ювілейна медаль «20 років Астані» (2018)[6]